# استن ادموندسون
استن ادموندسون (انگلیسی: Stan Edmondson؛ ۱۰ اوت ۱۹۲۲ – ۱۹۷۷ (۵۴−۵۵ سال)) بازیکن فوتبال اهل بریتانیا بود.
از باشگاه‌هایی که در آن بازی کرده‌است می‌توان به باشگاه فوتبال بیکاپ بورو و باشگاه فوتبال برادفورد سیتی اشاره کرد.